# Matt Gay
Matt Gay (Orem, 15 marzo 1994) è un giocatore di football americano statunitense che milita nel ruolo di placekicker per gli Indianapolis Colts della National Football League (NFL).

## Carriera universitaria
Gay frequentò l'Università dello Utah dove giocò a football per gli Utah Utes dal 2017 al 2018. In due stagioni segnò 56 field goal su 65 tentati (86,2%) e convertì 85 extra point su altrettanti tentativi.

## Carriera professionistica

### Tampa Bay Buccaneers
Gay fu scelto nel corso del quinto giro (145º assoluto) del Draft NFL 2019 dai Tampa Bay Buccaneers. Debuttò come professionista nella gara del primo turno contro i San Francisco 49ers segnando l'unico tentativo di field goal calciato. La sua stagione da rookie si chiuse trasformando 27 field goal su 35, il più lungo dei quali da 58 yard.
Il 5 settembre 2020 Gay fu svincolato dai Buccaneers per essere rimpiazzato dal kicker veterano Ryan Succop.

### Indianapolis Colts
Il 15 settembre 2020 Gay firmò con la squadra di allenamento degli Indianapolis Colts.

### Los Angeles Rams
Il 16 novembre 2020 Gay firmò coi Los Angeles Rams per sostituire il kicker infortunato Kai Forbath. Alla fine della stagione 2021 fu convocato per il suo primo Pro Bowl dopo avere segnato 32 field goal su 34 tentativi. Il 13 febbraio 2022  scese in campo nel Super Bowl LVI vinto contro i Cincinnati Bengals 23-20, segnando un field goal da 41 yard e conquistando il suo primo titolo.

### Indianapolis Colts
Il 13 marzo 2023 Gay firmò con gli Indianapolis Colts un contratto quadriennale del valore di 22,5 milioni di dollari. Nel terzo turno stabilì un record NFL segnando quattro field dalla distanza di almeno 50 yard nella stessa partita, venendo premiato come miglior giocatore degli special team della AFC della settimana.

## Palmarès

### Franchigia
- Super Bowl : 1

Los Angeles Rams: LVI
- National Football Conference Championship: 1

Los Angeles Rams: 2021

### Individuale
- Convocazioni al Pro Bowl: 1

2021

## Vita privata
Nel dicembre 2019 ha dichiarato di essere stato vittima di bullismo omofobo a causa del proprio cognome. Ha aderito alla campagna contro il bullismo My Cause, My Cleats patrocinata dalla NFL, indossando delle scarpe colorate riportanti la scritta "Stop bullying".